# آربان (ساووا)
آربان (به فرانسوی: Arbin) یک کمون در فرانسه است که در ساووآ واقع شده‌است. آربان ۱٫۷۱ کیلومتر مربع مساحت دارد ۲۸۲ متر بالاتر از سطح دریا واقع شده‌است.